# El Conde
El Conde è un film cileno del 2023 diretto da Pablo Larraín.

## Trama
Nel XVIII secolo, Claude Pinoche, un soldato francese, si scopre vampiro e sopravvive a un tentativo di assassinio. Testimone della Rivoluzione francese e dell'esecuzione di Maria Antonietta, finge la sua morte e fugge all'estero, partecipando alla repressione dei moti rivoluzionari nei secoli successivi. Alla fine finisce in Cile nel 1935 e si unisce all'esercito cileno con il nome di Augusto Pinochet. Diventato generale, nel 1973 rovescia il governo socialista di Salvador Allende e diventa dittatore del Paese, chiedendo di essere chiamato "il Conte" dalla sua famiglia. Quando, dopo aver lasciato l'incarico, le autorità iniziano a indagare sulle sue ricchezze illecite e sulle violazioni dei diritti umani, finge nuovamente la sua morte e si ritira in una fattoria isolata. Dopo 257 anni di esistenza, ha perso la voglia di vivere, preoccupando la moglie Lucia e il suo maggiordomo di lunga data, Fëdor, un russo bianco che Pinochet ha morso e trasformato in vampiro.
Fëdor assume l'uniforme militare di Augusto e si lancia in una macabra serie di omicidi per trovare e consumare cuori umani a Santiago. Pensando che il padre sia responsabile e ansiosi di ricevere la loro eredità, i figli di Pinochet assumono una suora, Carmen, per esorcizzare e uccidere Augusto con il pretesto di controllare le ricchezze della famiglia e si recano alla fattoria, seguiti da Carmen. Carmen affascina Augusto con la sua conoscenza del francese, mentre lui scopre che Fëdor ha una relazione con Lucia, ma la tollera perché si è stancato di lei. Carmen interroga a lungo la famiglia sui loro problemi legali e finanziari, mettendo insieme un dossier che nasconde nella sua stanza.
Carmen rivela ad Augusto la sua vera identità di suora e cerca di esorcizzarlo, ma viene sopraffatta dalla sua presenza e finisce per avere un rapporto sessuale con lui, permettendogli di trasformarla in vampiro. Ciò provoca l'arrivo di Margaret Thatcher, che si rivela essere la madre di Claude, abbandonato in orfanotrofio alla nascita dopo che lei era stata violentata e morsa da uno strigoi. Margaret, gelosa delle pretese di Carmen all'amore di Augusto, ordina al figlio di ucciderla. Augusto, invece, mostra a Carmen le sue ricchezze e Carmen rivela di aver finto di essere attratta da lui e che il fatto di essere diventata un vampiro faceva parte della sua missione per conto della Chiesa cattolica di infiltrarsi tra i Pinochet e raccogliere informazioni sui loro affari corrotti. Mentre fugge, viene catturata e ghigliottinata da Fëdor, che brucia il suo dossier.
Fëdor, Lucia e i figli dei Pinochet tentano quindi di uccidere Augusto e Margaret per ottenere la loro eredità, ma Augusto uccide Lucia conficcandole un paletto nel cuore e decapita Fëdor con una sega. Mentre Augusto e Margaret si ringiovaniscono con cuori di vampiro e partono per iniziare una nuova vita, ai figli non resta che recuperare ciò che hanno potuto della fattoria. Mentre se ne vanno, le suore compagne di Carmen arrivano alla proprietà.
Tempo dopo, Margaret accompagna Augusto (tornato bambino) a una scuola privata, riflettendo che sarà interessante restare assieme in Cile, per vedere cosa accadrà.

## Produzione
Le riprese del film sono iniziate nel giugno 2022 a Santiago del Cile.

## Distribuzione
Il film è stato presentato in anteprima in concorso alla 80ª Mostra internazionale d'arte cinematografica di Venezia il 31 agosto 2023. Ha ricevuto una distribuzione limitata nelle sale cinematografiche cilene a partire dal 7 settembre 2023 (quattro giorni prima del cinquantesimo anniversario del colpo di stato di Pinochet), per poi essere distribuito a livello globale su Netflix il 15 settembre successivo.

## Accoglienza
Su Rotten Tomatoes, El Conde ha un indice di gradimento dell'82%, basato su 83 recensioni di critici con un voto medio di 7,10/10. Il consenso critico del sito recita: "Una satira cupamente delirante che affonda le sue radici nell'orrore della vita reale, El Conde vede Pablo Larraín rivisitare temi familiari senza perdere la loro forza provocatoria".  Su Metacritic, il film ha un punteggio medio di 71 su 100, basato su 20 critici, che indica "recensioni generalmente favorevoli".

## Riconoscimenti
- 2024 – Premio Oscar
  - Candidatura per la miglior fotografia a Edward Lachman
- 2023 – Mostra internazionale d'arte cinematografica di Venezia[2]
  - Premio Osella per la migliore sceneggiatura a Guillermo Calderón e Pablo Larraín
  - In concorso per il Leone d'oro